# المتحف الأثري بصفاقس
المتحف الأثري بصفاقس هو متحف تونسي تأسس في 1907 ويقع في مدينة صفاقس الساحلية، تحديدا في بناية قصر بلدية صفاقس.

## التاريخ
تأسس المتحف في 1907، بعد الحصول على عدة قطع أثرية هامة مستخرجة من الموقع الأثري بطينة.

## المجموعات
يحتضن المتحف مجموعات تغطي عهود تاريخ تونس بأكمله، وهي متأتية من صفاقس وضواحيها ومن مواقع أخرى أبعد.

يعود الجانب الأوفر من المجموعات إلى العهد الروماني، حيث تم جلب أغلب القطع من موقع طينة الأثري الذي يقع على بعد حوالي 12 كلم جنوبي صفاقس، وكذلك من مواقع أخرى (طابارورا، مدينة صفاقس العتيقة، اللوزة، أكولا والمحرس). أما الحضارات الأخرى، فهي ممثلة أيضا في هذا المتحف، من فترة ما قبل التاريخ إلى العهد الإسلامي الأول أو العهود الحديثة للسلالات المحلية الحاكمة.

توجد عدة فسيفساء ات هامة في المتحف على غرار فسيفساء الأسد أو فسيفساء آلهة البحر.

## روابط خارجية
- المتحف الأثري بصفاقس على موقع وكالة إحياء الثراث والتنمية الثقافية.